# Clostridium botulinum
Clostridium botulinum là một vi khuẩn Gram dương có hình que, kỵ khí, sinh bào tử, di chuyển được có khả năng sản xuất các chất độc thần kinh botulinum. Độc tố botulinum có thể gây ra bệnh liệt mềm nghiêm trọng ở người và các động vật khác và là độc tố mạnh nhất mà loài người biết đến, tự nhiên hoặc tổng hợp, với liều lượng gây chết người là 1,3–2,1 nano g/kg ở người. C. botulinum là một nhóm vi khuẩn gây bệnh đa dạng, ban đầu được nhóm lại với nhau nhờ khả năng tạo ra độc tố botulinum và ngày nay được gọi là bốn nhóm riêng biệt, C. botulinum nhóm I – IV, cũng như một số chủng Clostridium butyricum và Clostridium baratii, là vi khuẩn chịu trách nhiệm sản xuất độc tố botulinum. C. botulinum là nguyên nhân gây ra ngộ độc thực phẩm (ăn phải độc tố đã được tạo sẵn), ngộ độc thịt ở trẻ sơ sinh (nhiễm trùng đường ruột với C. botulinum tạo độc tố) và ngộ độc vết thương (nhiễm trùng vết thương do C. botulinum). C. botulinum tạo ra nội bào tử chịu nhiệt thường được tìm thấy trong đất và có thể tồn tại trong điều kiện bất lợi. C. botulinum thường liên quan đến đồ hộp phồng lên; đồ hộp bị méo, do áp suất bên trong tăng lên do vi khuẩn sinh ra khí gây giãn nở.

## Thuốc giải độc
- BAT ® [Botulism Antitoxin Heptavalent (A, B, C, D, E, F, G) – (Equine)] được sản xuất bởi Emergent BioSolutions Canada Inc. (trước đây là Cangene Corporation)
- BabyBIG ® , Tiêm Globulin Miễn dịch Botulism (Người) (BIG-IV) cho bệnh nhân nhi dưới một tuổi, được truy cập từ Chương trình Phòng ngừa và Điều trị Bệnh Botulism cho Trẻ sơ sinh (IBTPP) tại Bộ Y tế Công cộng California (CDPH).

## Hình ảnh

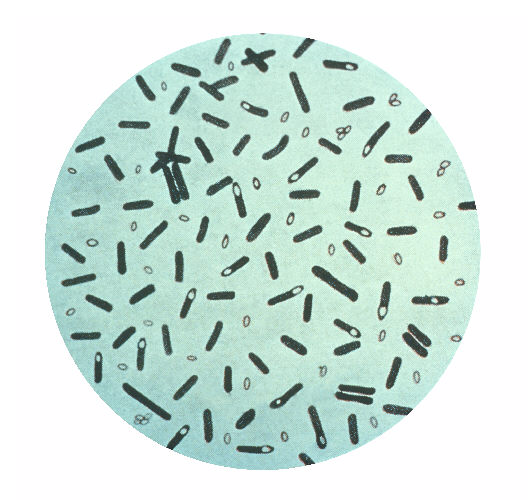
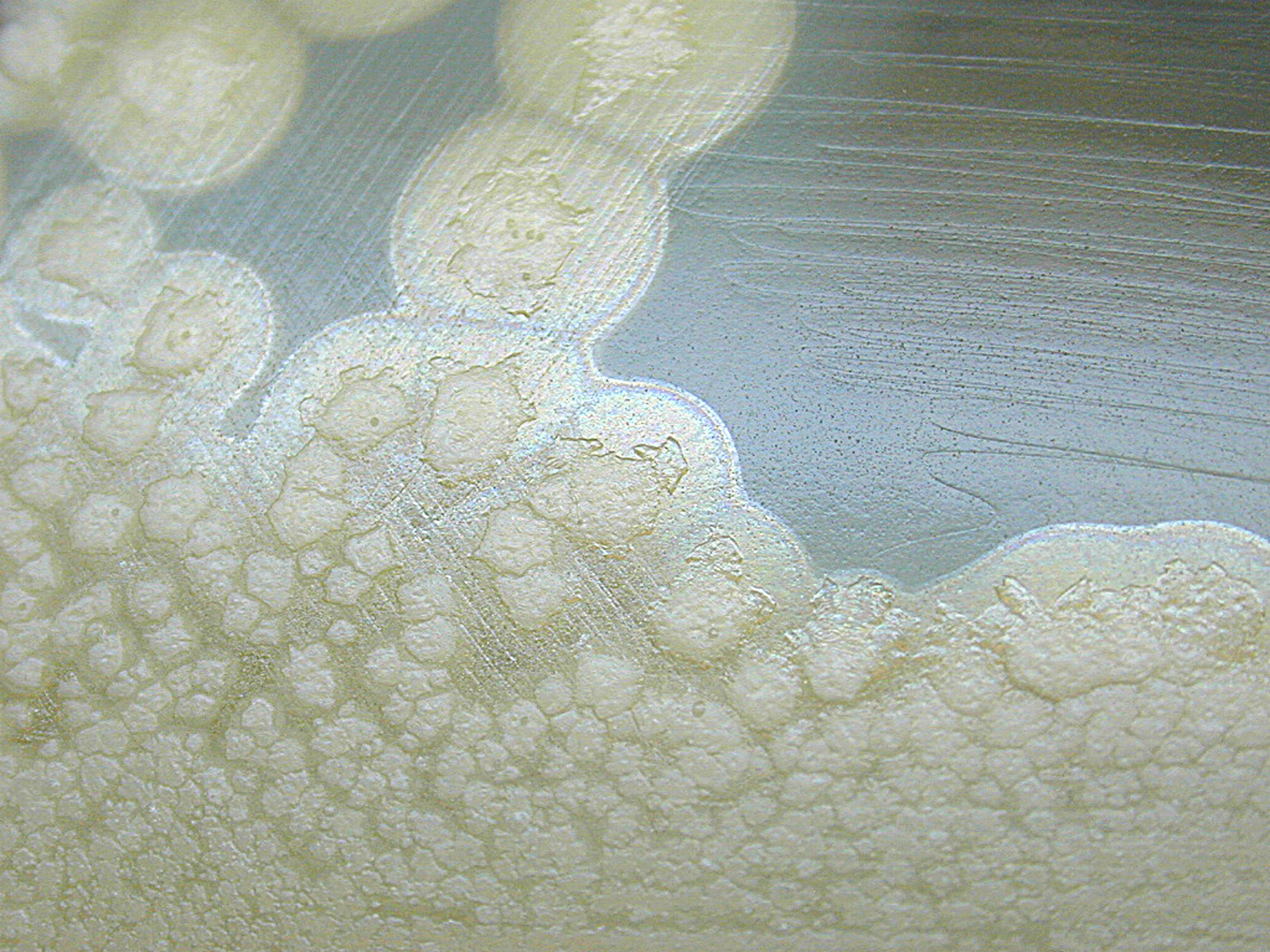
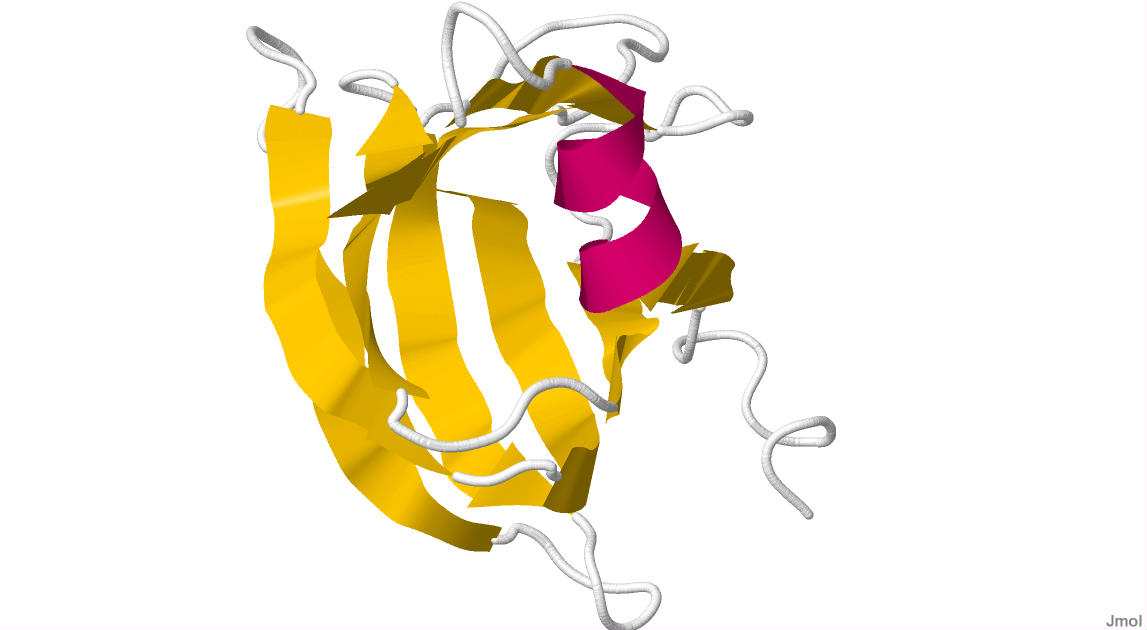
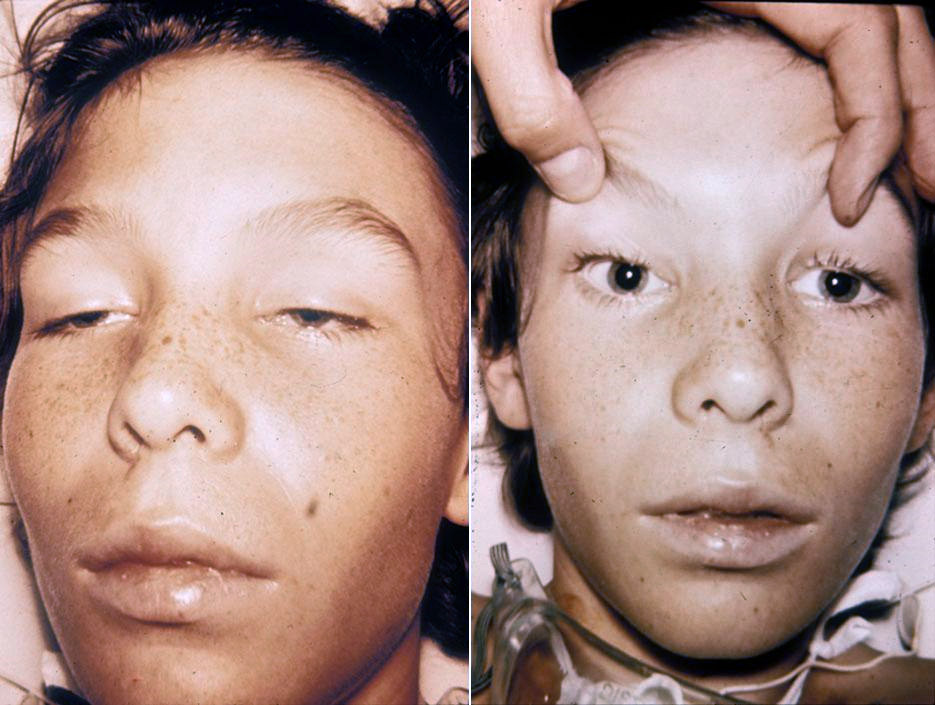